# Клаус Ваґнер (вершник)
Клаус Ваґнер (нім. Klaus Wagner, 16 січня 1922 — 16 серпня 2001) — німецький вершник.
Срібний призер Олімпійських Ігор 1952 року в командному триборстві, учасник 1956, 1960 років.
Срібний призер Чемпіонату Європи з кінного триборства 1954 року в командному триборстві.